# Minervarya
Minervarya es un género de anfibios anuros de la familia Dicroglossidae que se distribuyen por la India.

## Lista de especies
Se reconocen las siguientes según ASW:
- Minervarya chilapata Ohler, Deuti, Grosjean, Paul, Ayyaswamy, Ahmed, & Dutta, 2009
- Minervarya ghatiborealis Yadav, Bhosale, Patil, Khandekar & Dinesh, 2025[2]
- Minervarya sahyadris Dubois, Ohler, & Biju, 2001